# تيري بلاك (مغني)
تيري بلاك هو مغني كندي، ولد في 3 فبراير 1949 في فانكوفر في كندا، وتوفي في 28 يونيو 2009 في كاملوبس في كندا بسبب تصلب متعدد.

## وصلات خارجية
- تيري بلاك على موقع IMDb (الإنجليزية)
- تيري بلاك على موقع ميوزك برينز (الإنجليزية)
- تيري بلاك على موقع ديسكوغز (الإنجليزية)
- تيري بلاك على موقع ديسكوغز (الإنجليزية)
- تيري بلاك على موقع ديسكوغز (الإنجليزية)